# 亨利·莫茲利
亨利·莫茲利（Henry Maudslay，1771年8月22日—1831年2月14日）是一位來自英国的機床創新者、工具和模具制造者、发明家。他被认为是機床技术的奠基人。機床技術的革新是開展工业革命的重要基础。
大约在1800年，莫茲利发明了一種用于切割金属的金属车床，這使制造标准尺寸的螺紋成为可能。而标准尺寸螺纹奠定了可互換零件和大量生產的发展。